# Yazzus
Yazzus (bürgerlich Yasmine Heinel; geboren in Ghana) ist Techno-DJ und Musikproduzentin aus London.

## Leben und Wirken
Yazzus wuchs in London auf und lebt in Berlin. Sie ist inspiriert von der Hardcore-Rave-Szene der frühen 1990er-Jahre und der von ihr entwickelte zeitgenössische Sound verbindet schnelle Technoelemente, Gabber, Ghettotech und Groove. Sie ist Resident-DJ der Underground Queer Party Mala Junta. Vom DJ Magazine wurde sie 2020 bei den DJ Mag's Best of British Awards als Breakthrough Producer nominiert. Einige ihrer Veröffentlichungen sind bei Musiklabels wie Good Enuff, Steel City Dance Discs und Tresor Records erschienen.
2020 veröffentlichte sie ihre erste EP mit eigenen Produktionen und gab 2021 ihr Berghain-Debüt.
In der Reportage-Serie Call me DJ! die von ARD produziert wurde, ist Yazzus eine der Protagonistinnen, die über das Leben weiblicher DJs in einer männlich dominierten Musikbranche erzählen.

## Diskografie (Auswahl)
EPs
- 2020 Delta Wave (Good Enuff)
- 2021 Steel City Dance Discs Volume 21
- 2022 Black Metropolis (Tresor Records)

Alben
- 2020 IT'S YA GIRL'S BOOTLEGS
- 2020 THE ANIME PACK
- 2021 IT'S YA GIRL'S BOOTLEGS II

Singles
- 2022 Bounty Hunter
- 2022 Vinyasa
- 2022 U Tlk 2 Much
- 2022 Mythrill